# Осада Лериды
Во время осады Лериды (или Осады Льейды) с 29 апреля по 13 мая 1810 года французская имперская армия под командованием Луи Габриэля Сюше осадила испанский гарнизон во главе с Хайме Гарсия Конде. 13 мая Гарсия Конде и его 7 тыс. солдат сдались. Лерида (Льейда) — город в западной части Каталонии. Маргалеф находится примерно в 10 км к юго-востоку от Лериды. Осада произошла во время Пиренейских войн, являющихся частью наполеоновских войн.
После бесплодной мартовской попытки захватить Валенсию Сюше решил атаковать Лериду. К середине апреля французы подошли к городу. До Сюше дошли сведения, что испанская армия под командованием Энрике О’Доннелла попытается помешать запланированной операции. Колонна О’Доннелла была перехвачена и в битве при Маргалефе 23 апреля разгромлена с большими потерями. За этим последовала осада, для ускорения которой Сюше использовал весьма жёсткие методы. 13 мая Гарсия Конде капитулировал. Это событие стало началом удивительной серии успешных осад с 1810 по 1812 год, когда войска Сюше, казалось, были непобедимы.

## Предыстория
В январе 1810 года дивизионный генерал Луи Габриэль Сюше командовал французским 3-м корпусом, состоявшим из трёх пехотными дивизий под командованием генералов Анна Жильбера де Лаваля, Луи Франсуа Феликса Мюнье и Пьера Жозефа Абера. 1-я дивизия Лаваля состояла из 4290 человек в шести батальонах, 2-я дивизия Мюнье насчитывала 7173 человека в 11 батальонах, а 3-я дивизия Абера 4329 солдат в семи батальонах. Бригадный генерал Андре Жозеф Буссар руководил 1899 кавалеристами. Они были разделены на два необычайно сильных полка, один тяжёлый и один лёгкий. В 3-м корпусе также было 1287 артиллеристов, сапёров и других вспомогательных войск. В общей сложности у Сюше было 23 140 солдат, включая 4162 в гарнизонах.
В этом месяце Сюше планировал выступить против удерживаемых испанцами городов Лерида и Мекиненса. Тем не менее, он получил приказ вместо этого идти на Валенсию. Король Жозеф Бонапарт находился в процессе захвата Андалусии и считал, что испанские армии находятся на грани краха. Сюше неохотно подчинился приказу короля, и 6 марта его армия достигла окраины Валенсии. Не имея осадной артиллерии и столкнувшись с решительностью защитников, французский генерал отступил после блокады города в течение всего четырёх дней. Вернувшись на свою базу в Арагоне, Сюше провёл несколько недель, борясь с испанскими партизанами, прежде чем был готов к походу на Лериду.
15 апреля армия Сюше прибыл под Лериду. 13 тыс. французских солдат были организованы в 18 батальонов и восемь эскадронов; при них было 30 орудий. Во 2-ю дивизию Мюнье входили по три батальона из 114-го, 115-го и 121-го линейных пехотных полков, два батальона 1-го Вислинского легиона и две пехотные артиллерийские батареи. 3-я дивизия Абера состояла из двух батальонов 5-й лёгкого и 116-го линейного полков, трех батальонов 117-го линейного полка и двух пехотных артиллерийских батарей. Конница Буссара состояла из 4-го гусарского и 13-го кирасирского полков и батареи конной артиллерии.
Крепость Лерида была вооружена 105 пушками. Генерал-майор Хайме Гарсия Конде возглавлял 8 тыс. испанских защитников, в том числе 350 артиллеристов. В сентябре 1809 года Гарсия Конде успешно привёл колонну в 4 тыс. человек на помощь защитникам во время осады Жироны. Для этого он прорвался через итальянских защитников и доставил припасы и подкрепление, после чего успешно скрылся.

## Битва при Маргалефе
Пока Сюше готовился осаждать Лериду, он получил сведения о том, что в город спешит колонна сил помощи. Решив перехватить её, Сюше отправился с дивизией Мюнье. После нескольких часов тщетных поисков французы повернули обратно к Лериде и вечером 22 апреля разбили лагерь в 5 км от города. Сюше не знал, что армия помощи генерал-майора Энрике О’Доннелла избежала обнаружения и расположилась неподалеку. Испанские войска имели от 8 тыс. до 7 тыс. солдат, включая 300 кавалеристов, и шесть пушек. Дивизия Мюнье имела все свои подразделения, кроме 121-го линейного полка, и насчитывала 5,5 тыс. человек. Кроме того, у них было 500 солдат 4-го гусарского и 13-го кирасирского полков.
23 апреля передовая дивизия О’Доннелла под командованием генерал-майора Мигеля Ибаррола Гонсалеса натолкнулась на небольшой отряд французов под командованием бригадного генерала Жана Изидора Ариспа к востоку от Лериды. Ариспу удалось сдерживать численно превосходящую испанскую колонну, пока не подошла дивизия Мюнье. Ибаррола поспешно отступил, преследуемый Мюнье. В селении Маргалеф испанцы пытались отбиться от французов, когда 13-й кирасирский полк атаковал их фланг. Однако тяжёлая кавалерия практически полностью уничтожила бегущих пехотинцев Ибарролы. Как только бойня закончилась, появился О’Доннелл со своей второй дивизией. Испанский генерал быстро отступил, но французская кавалерия вскоре последовала за его солдатами. Кирасиры опять догнали испанцев и атаковали их арьергард, нанеся ещё больший урон.
В Маргалефе О’Доннелл потерял 500 человек убитыми и ранеными. Кроме того, французы захватили 2,5 тыс. пленных, три орудия и четыре знамени. Французы потеряли 100 человек, всех из 13-го кирасирского. Пехота присутствовала, но в бою не участвовала. В одной депеше говорилось, что в плен были захвачены 3 тыс. испанцев и что потери французов составили 120 человек.

## Осада
Расправившись с армией О’Доннелла, Сюше осадил Лериду и потребовал сдачи города, но Гарсия Конде ответил отказом. Город лежал на западном берегу реки Сегре с тет-де-поном на восточном берегу. Холм на севере был увенчан цитаделью, а на холме на юге были расположены форт Гарден и два редута. Северная стена между цитаделью и Сегре была особо уязвимой. Сюше разместил людей Мюнье и бо́льшую часть его кавалерии на восточном берегу, чтобы пресечь любые попытки помочь осаждённым. Войска Абера стояли напротив северной и западной стен на западном берегу. Две части осаждающего корпуса соединял временный мост. Формально осада началась 29 апреля. Сюше дождался подхода осадного обоза, и 7 мая батарея тяжёлых орудий вступила в действие.
Оборона Лериды не имела никаких шансов устоять перед артиллерией Сюше. Французские пушки сосредоточили огонь на бастионах Кармен и Магделена, нанеся им серьёзный урон. За шесть дней осадные орудия пробили в стенах брешь. Тем временем французы атаковали форты на южном холме. Один раз получив отпор, в ночь 12-13 мая французы захватили два редута. В конце 13 мая штурмовые колонны успешно атаковали брешь. Защитники построили новую линию обороны позади бреши, но французы преодолели и её. В этот момент Гарсия Конде приказал своим солдатам отступить в цитадель.
Без каких-либо угрызений совести Сюше приказал своим солдатам загнать мирное население в стены замка. Любой оказывающий сопротивление был немедленно убит французскими солдатами. После того, как испанский командующий впустил жителей города в цитадель, французы начали обстрел замка под большим углом с использованием гаубиц и мортир. От этого обстрела погибло большинство из 500 мирных жителей, убитых во время осады. Придя в ужас при виде резни, в которой разрывные снаряды убивали без разбора и солдат, и мирных жителей, в полдень 14 мая Гарсия Конде начал переговоры. При сдачи города 7 тыс. испанских солдат попали в плен. Во время осады испанский гарнизон потерял 1,7 тыс. убитых и раненых. Среди французских трофеев было шесть генералов, 307 офицеров и 105 артиллерийских орудий. Французы потеряли около 1 тыс. убитых и раненых.

## Итог
Захват Лериды стал началом замечательной серии успешных осад непобедимой армии Сюше. 15 мая 1810 года 3-й корпус начал осаду Мекиненсы, и 5 июня город пал. Осада Тортосы закончилась 2 января 1811 года, когда граф Алача капитулировал; французы захватили 3974 пленных, 182 орудия и девять знамён. За этим успехом последовала осада Таррагоны. После штурма 28 июня генерал-лейтенант Хуан Сенен де Контрерас был захвачен в плен, а его гарнизон был уничтожен. За эту победу император Наполеон I сделал Сюше маршалом Франции.
Сразу после триумфа Сюше в битве при Сагунто 25 октября 1811 года сдалась крепость Сагунто. За этим последовала величайшая осада Сюше. Осада Валенсии закончилась, когда 9 января 1812 года генерал-капитан Хоакин Блейк и гарнизон в 16 270 человек капитулировали. Вскоре после этого французам подчинились крепости Дения и Пеньискола, что сделало Сюше хозяином провинции Валенсия.